# Thymin
Thymin  (θaɪmɪn,  symbol T nebo Thy)  je heterocyklická sloučenina, jejímž základem je pyrimidinová nukleová báze. Jedná se tedy o derivát pyrimidinu s heterocyklickým aromatickým kruhem a třemi připojenými substituenty (2 atomy kyslíku a methylová skupina na pozici 5).
Thymin je jednou z nukleových bází v nukleové kyselině DNA společně s adeninem, guaninem a cytosinem. Nukleosidy thyminu jsou deoxythymidin v DNA a vzácný ribothymidin v RNA (například v tRNA). V DNA tvoří thymin komplementární pár s adeninem, se kterým se spojuje dvěma vodíkovými můstky. V RNA je ve většině případů thymin nahrazen uracilem.
Thymin byl objeven a pojmenován v roce 1893 Albrechtem Kosselem (nositelem Nobelovy ceny) a Albertem Neumannem, kdy byl hydrolyzován z tkání brzlíku telat. Při jeho izolaci vznikla krystalická látka, pro kterou byl navržen název thymin – odvozený od brzlíku (latinsky thymus).

## Vlastnosti

Tautomery thyminu

- Thymin má šest tautomerních struktur. Laktamová forma (1) je však upřednostňována před enolovými formami.
- Thymin tvoří lesklé, hořce chutnající, jehličkovité nebo hranolovité krystaly, které se taví při teplotě 335–337 °C.
- Sloučenina se dobře rozpouští v horké vodě a alkoholu. V etheru je rozpustnost nízká.
- V alkalickém prostředí se rozpouští za tvorby soli v důsledku tvorby enolátů odvozených z enolové formy 5-methyl-2,4-pyrimidinu.

## Syntéza
V buňkách je thymin vyráběn jako součást nukleotidu deoxythymidinmonofosfátu (dTMP), a to methylací dUMP pomocí thymidylátsyntázy. Reakce se děje na úrovni monofosforylovaných deoxynukleotidů (dNMP) a nikoliv jejich trifosfátů (dNTP), aby se v buňce držela minimální hladina deoxyuridintrifosfátu (dUTP). Ten by se jinak mohl inkorporovat do DNA při replikaci.

## Metabolismus
- Jak naznačuje jeho systematický název 5-methyluracil, může být thymin odvozen methylací uracilu na 5. uhlíku. Právě v RNA je thymin ve většině případů nahrazen uracilem.
- Thymin v kombinaci s deoxyribózou vytváří nukleosidový deoxythymidin, který je synonymem pro termín thymidin. Thymidin může být fosforylován jednou až třemi skupinami kyseliny fosforečné za vzniku dTMP (deoxythymidin monophosfate), dTDP nebo dTTP.
- V DNA se thymin váže na adenin prostřednictvím dvou vodíkových vazeb, čímž stabilizuje struktury nukleových kyselin.
- Jedna z běžných mutací DNA zahrnuje dva sousední thyminy nebo cytosin, které v přítomnosti ultrafialového světla mohou tvořit thyminové dimery, což způsobuje zlomy v molekule DNA, které inhibují její normální funkci.
- Při léčbě rakoviny by thymin mohl být cílem sloučeniny 5-fluorouracil (5-FU), která je metabolický analog thyminu (při syntéze DNA) nebo uracilu (při syntéze RNA). Substituce tohoto analogu inhibuje syntézu DNA a RNA v aktivně se dělících rakovinných buňkách a zamezuje tak rozvoji rakoviny.

## Sloučeniny obsahující thymin

### Nukleosidy
Nukleosidy se skládají z pětiuhlíkového sacharidu (ribózy nebo deoxyribózy) a z nukleové báze (ze skupiny purinů nebo pyrimidinů). Nukleosidy jsou základní molekulární stavební kameny nukleotidů, od kterých se liší tím, že neobsahují kyselinu fosforečnou. V živých organismech jsou nukleosidy jako součást nukleotidů nositeli genetické informace.

Nukleosid thyminu se nazývá deoxythymidin nebo zkráceně thymidin. Vzniká N-glykosidovou vazbou mezi atomem N1 v kruhu thyminu a atomem C1 deoxyribózy. Při vazbě thyminu na ribózu vzniká nukleosidový ribothymidin.

Deoxythymidin
Ribothymidin

### Nukleotidy

Deoxythymidintrifosfát

Nukleotidy jsou fosforylované nukleosidy, tedy látky složené z nukleové báze (nejčastěji purinové nebo pyrimidinové), pětiuhlíkového monosacharidu (ribóza nebo deoxyribóza) a jednoho nebo více zbytků kyseliny fosforečné. Pokud je kyselina fosforečná navázána na thymin vznikají životně důležité sloučeniny.
Fosforylace thymidinu na atomu C5 ribózy vede k důležitým nukleotidům deoxythymidinmonofosfátu (dTMP), deoxythymidin difosfátu (dTDP) a deoxythymidintrifosfátu (dTTP).

### DNA a RNA

Vodíkové vazby v páru adenin-thymin v DNA

Thymin je jednou z nukleových bází v DNA a RNA, spolu s adeninem, guaninem, cytosinem a uracilem. Ve dvojité šroubovici DNA tvoří thymin dvě vodíkové vazby s adeninem. Má tak důležitou funkci jako nositel genetické informace a při syntéze bílkovin.
DNA je evolučně mladší než RNA, ve které hraje důležitou roli báze uracil. Když postupně vznikla DNA, která musí u složitých organizmů uchovávat přesnou genetickou informaci a nepodléhat vlivům vnějšího prostředí, uracil se ukázal jako problém. Pároval se s různými bázemi (nejen s adeninem, ale například i s guaninem) a navíc je příliš podobný cytosinu, z něhož může vzniknout deaminací. Pokud by se uracil běžně v DNA vyskytoval, po deaminaci cytosinu by nešlo poznat, zda uracil na toto místo patří či zda vznikl deaminační mutací. Thymin, který má na rozdíl od uracilu na uhlíku C5 navíc navázanou methylovou skupinu, je metabolicky složitější na výrobu a je hůře nahraditelný. Thymin, který zpočátku v nukleových kyselinách nehrál tak důležitou roli jako uracil, jej postupně v DNA nahradil.

## Thymin v medicíně

Vznik thyminového dimeru

- Jako všechny nukleové báze absorbuje thymin ultrafialové záření, navíc však jeho vlivem tvoří dimery. V tomto procesu se dvě báze thyminu, které jsou vedle sebe v řetězci DNA, kovalentně spojují za vzniku dimeru, což je relativně stabilní derivát cyklobutanu. Vznik thyminových dimerů vede k poškození DNA (zlomům nebo bodovým mutacím), které musejí být opraveny. Je-li poškození nukleové kyseliny příliš rozsáhlé, dojde ke smrti buňky nebo k jejímu zvrhnutí a vzniku nádoru. Kožní buňky vystavené slunečnímu UV záření jsou obzvláště citlivé na mutaci thyminu na dimer, který může být jednou z příčin vzniku rakoviny kůže.

- Thymin slouží jako výchozí materiál pro některé léky, jako je zidovudin, telbivudin a clevudin.